# Montrevel-en-Bresse
Montrevel-en-Bresse ist eine französische Gemeinde mit 2661 Einwohnern (Stand 1. Januar 2022) im Département Ain in der Region Auvergne-Rhône-Alpes; sie gehört zum Arrondissement Bourg-en-Bresse und zum Kanton Attignat.

## Geografie
Montrevel liegt in der Bresse etwa 18 Kilometer nordwestlich von Bourg-en-Bresse und 25 Kilometer östlich von Mâcon am Fluss Reyssouze, an der westlichen Gemeindegrenze verläuft sein Zufluss Reyssouzet.
Nachbargemeinden von Montrevel-en-Bresse sind Jayat im Norden, Malafretaz im Osten, Saint-Martin-le-Châtel im Süden, Saint-Didier-d’Aussiat im Südwesten und Marsonnas im Westen.

## Bevölkerungsentwicklung
| Jahr                       | 1962 | 1968 | 1975 | 1982 | 1990 | 1999 | 2006 | 2013 | 2021 |
| Einwohner                  | 1388 | 1495 | 1653 | 2000 | 1973 | 1994 | 2271 | 2441 | 2578 |
| Quellen: Cassini und INSEE |      |      |      |      |      |      |      |      |      |

## Sehenswürdigkeiten
- Kirche Saint-Barthélemy
- Kirche Saint-Oyen im Ortsteil Cuet
- Manoir de la Charme, Herrenhaus[1]
- Ferme de Sougey, ein Bressehaus[2]
- Ozeanienmuseum und Museum über Pierre Chanel

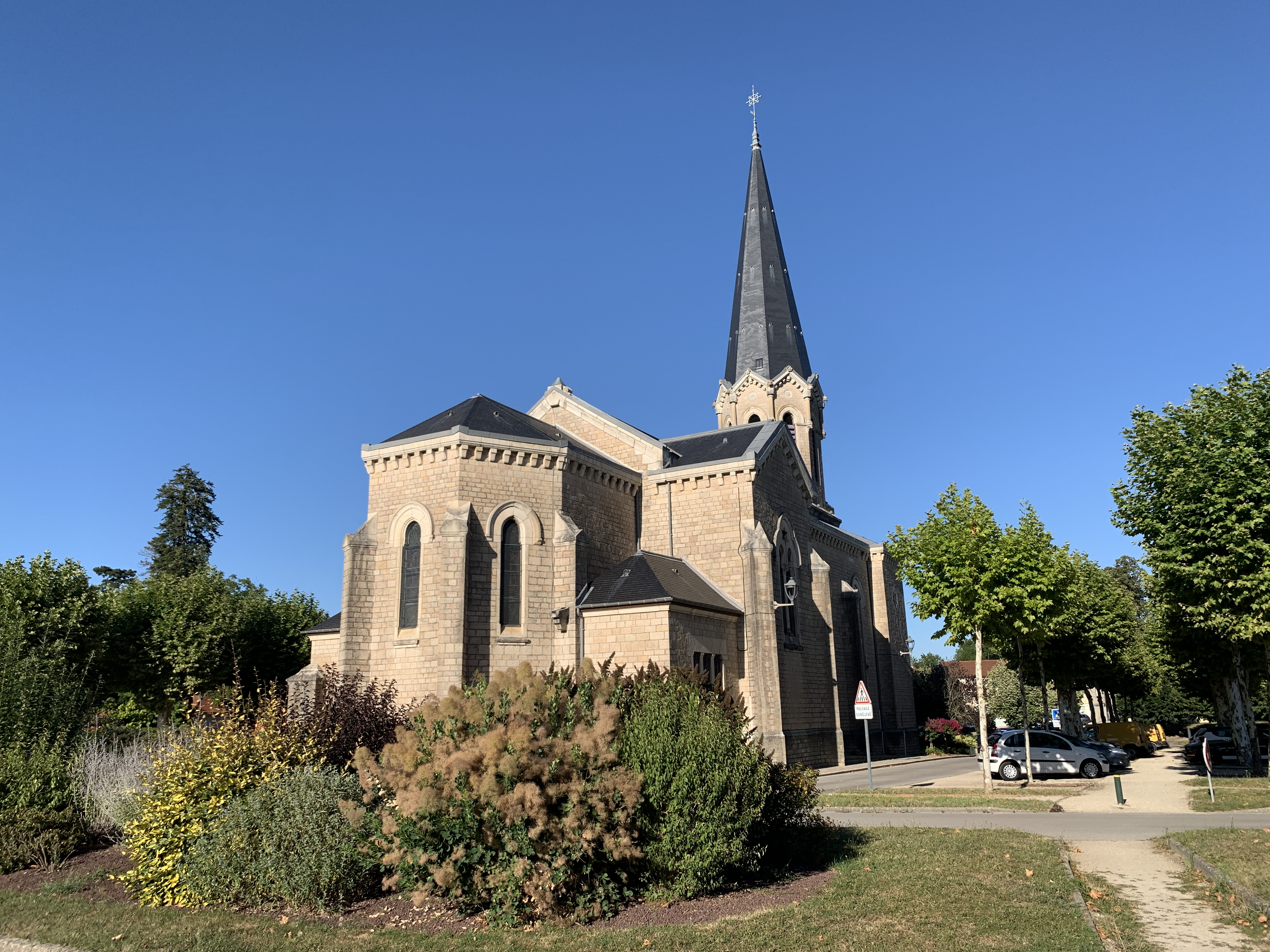
Kirche Saint-Barthélemy
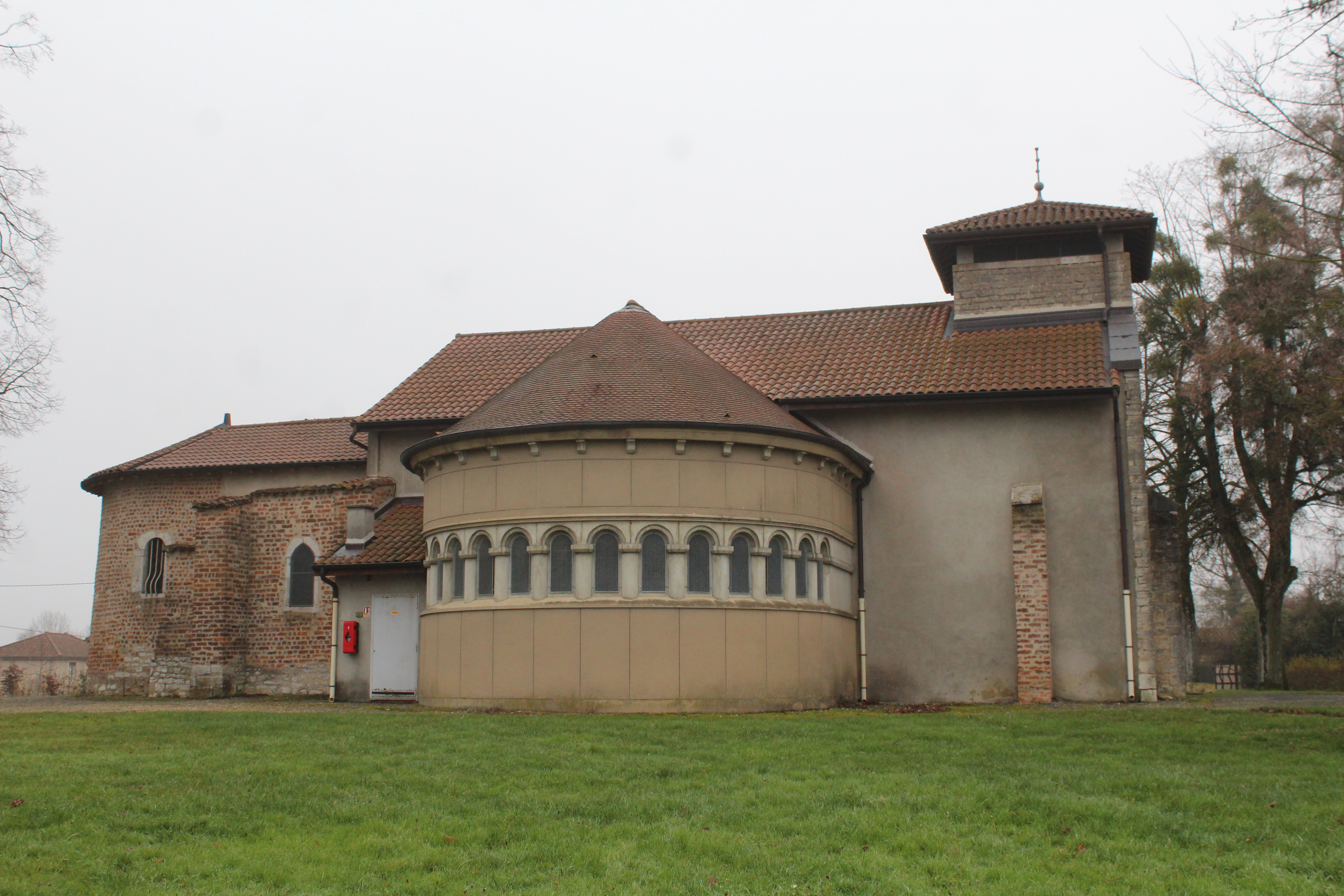
Kirche Saint-Oyen
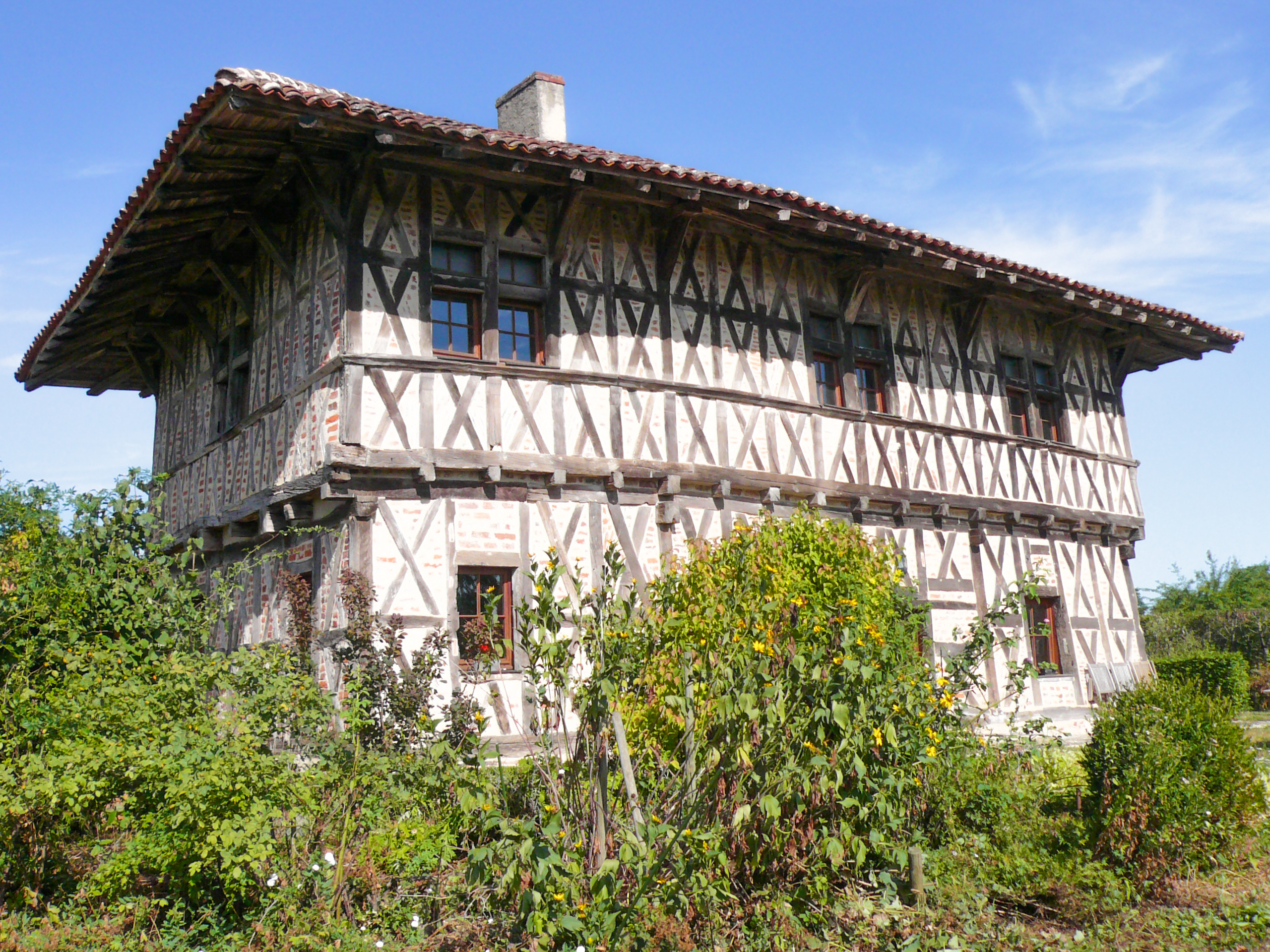
Manoir de la Charme
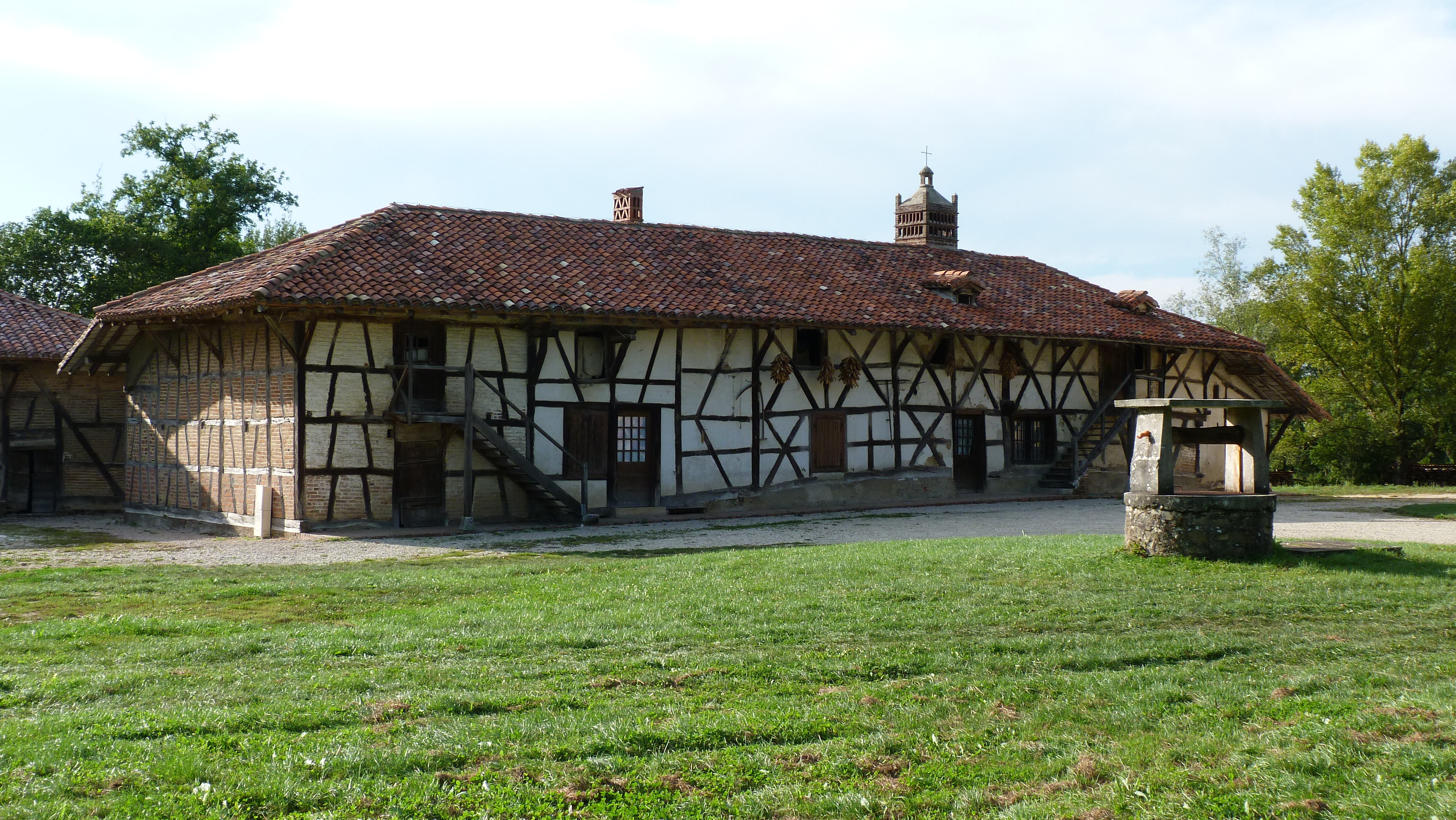
Ferme de Sougey
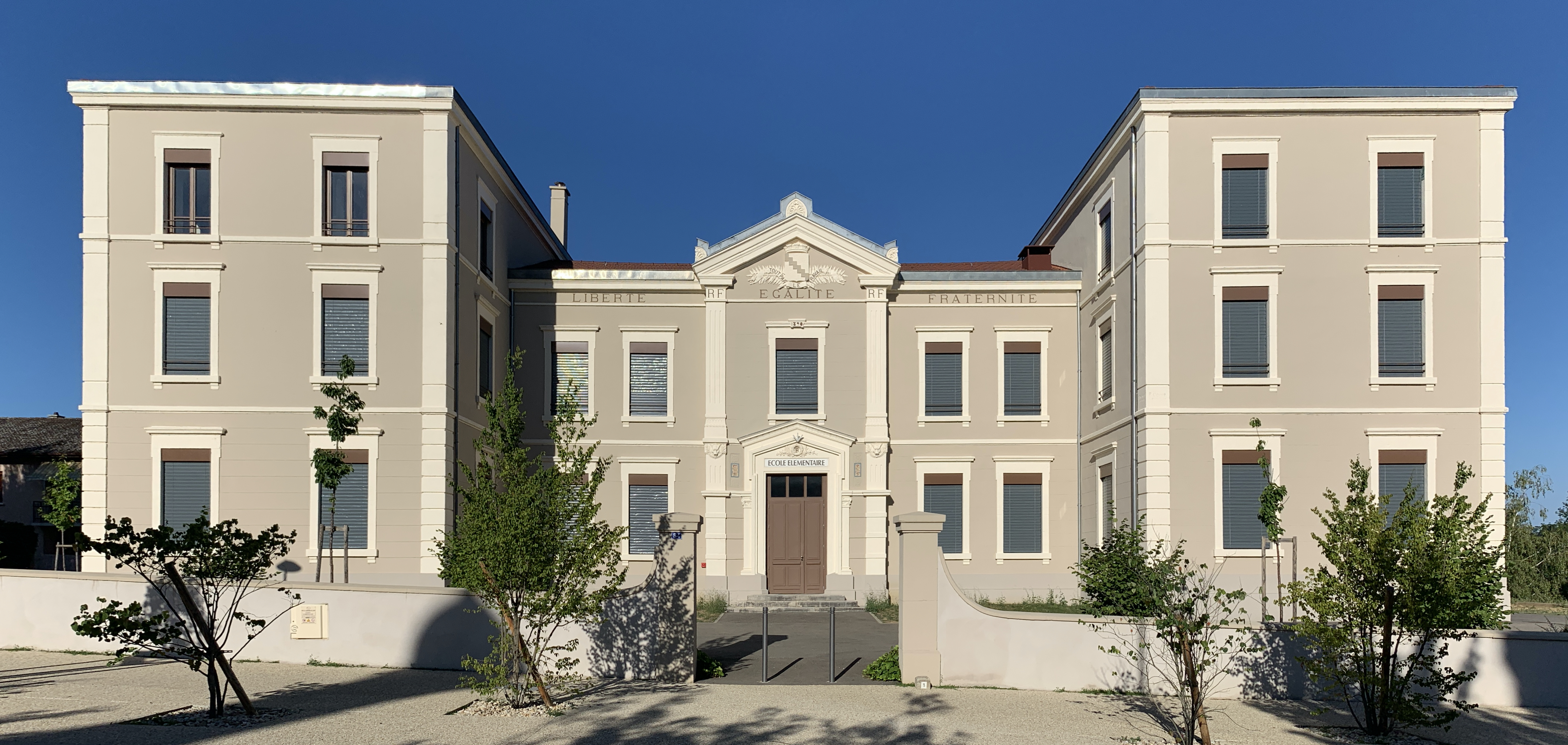
Grundschule
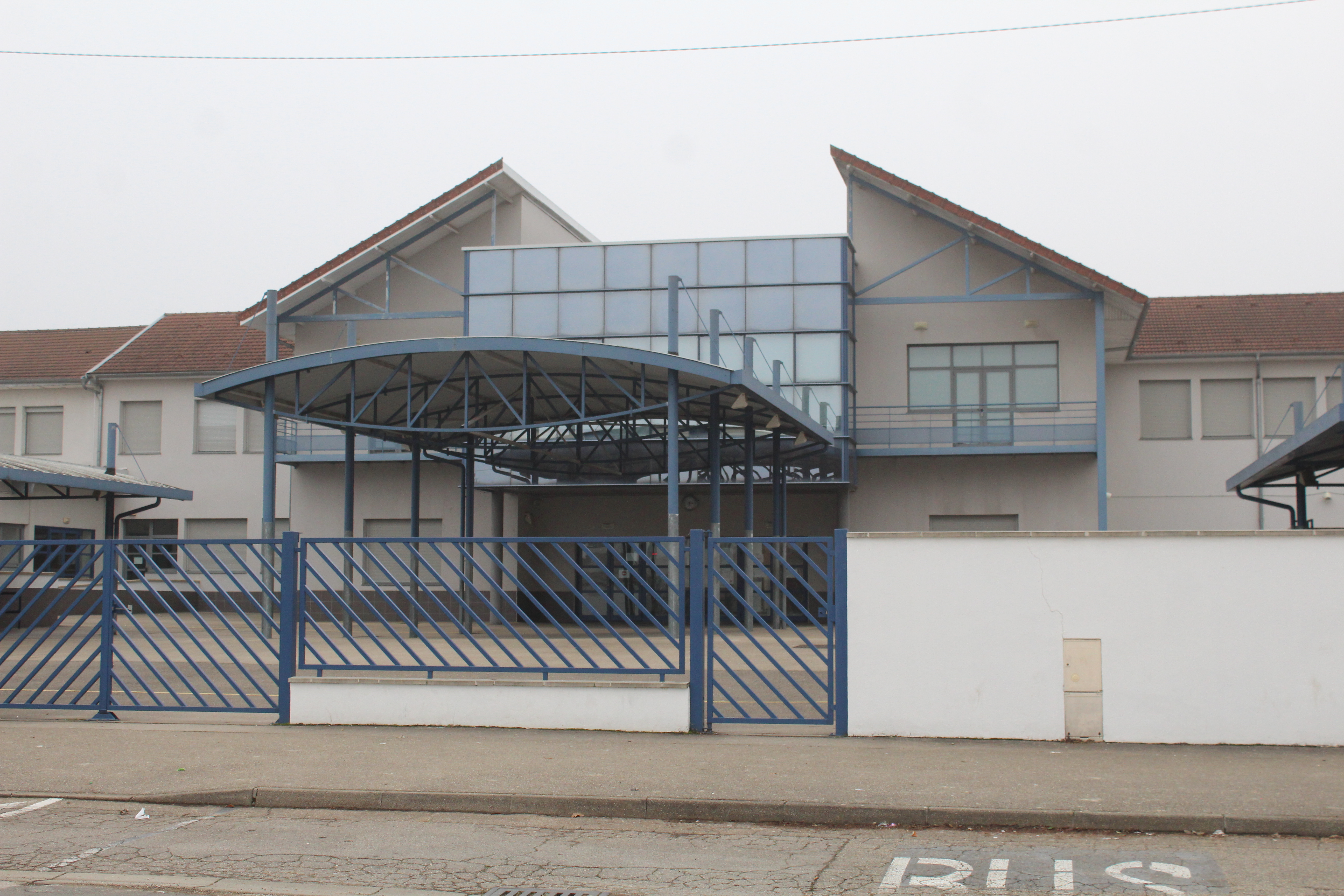
Collège
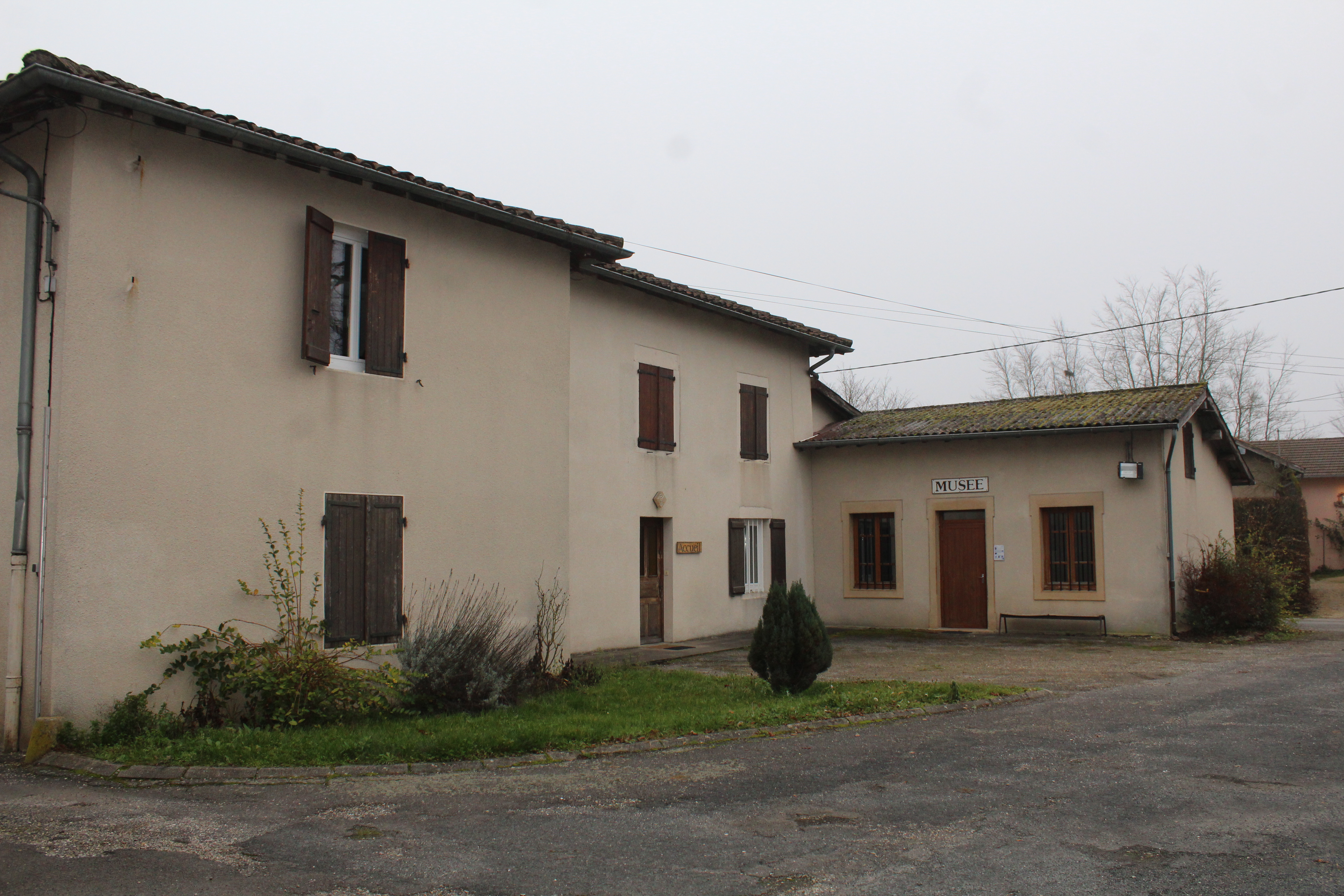
Ozeanienmuseum

## Persönlichkeiten
- Pierre de La Baume (1477–1544), Bischof von Genf, Erzbischof von Besançon und Kardinal
- Pierre Chanel (1803–1841), katholischer Missionar und Märtyrer